# アサックス
株式会社アサックスは、東京都渋谷区に本社を置く不動産担保ローンを行う企業。

## 会社概要
1969年7月に自営業者及び個人顧客への事業資金等の貸付を目的として株式会社朝日企業を設立（商号は1983年1月に株式会社朝日不動産ローンに、1995年10月に現社名に変更している）。
不動産担保ローン専業大手。独特のノウハウで貸倒率が低い（2024年3月期で0.00％）のが特長。
ミドルリスク・ミドルリターンのビジネスモデルを堅実に実践している会社として、2002年7月には経済産業省の産業構造審議会産業金融部会の中間報告に取り上げられた。
2012年より他の金融機関と提携し、不動産担保融資の信用保証事業の領域へも事業を拡大した。

## 事業展開
設立当初は長野県に本店を置き、新潟県、富山県、群馬県、栃木県等へ店舗展開していた。
バブル崩壊後は首都圏重視に戦略をシフトさせ、現在は東京都、神奈川県、埼玉県に6店舗を出店させ、地方撤退・首都圏集中型の展開をみせる。

## 店舗一覧
- 本店（東京都渋谷区広尾）
- 日本橋支店（東京都中央区日本橋）
- 新宿支店（東京都新宿区西新宿）
- 池袋支店（東京都豊島区南池袋）
- 横浜支店（神奈川県横浜市）
- 大宮支店（埼玉県さいたま市）

## 沿革
- 1969年7月 - 株式会社朝日企業を設立。
- 1983年1月 - 株式会社朝日不動産ローンに社名変更。
- 1995年5月 - 大宮支店開設。
- 1995年10月 - 現社名に変更。
- 1996年11月 - 横浜支店開設。
- 2005年3月 - 本社を現所在地（渋谷区広尾）に移転、銀座支店開設。
- 2007年2月14日 - 東京証券取引所2部に上場。
- 2008年3月21日 - 東京証券取引所1部へ指定替え。
- 2014年6月 - 池袋支店開設。
- 2016年8月 - 新宿支店開設。
- 2018年10月 - 上野支店開設。
- 2022年4月 - 東京証券取引所の市場区分再編に伴い、東証スタンダード市場へ移行
- 2024年9月 - 日本橋支店開設（銀座支店・上野支店を統合）